# Ангр
Ангр (фр. Angres) насеље је и општина у североисточној Француској у региону Север-Па де Кале, у департману Па де Кале која припада префектури Lens.
По подацима из 2011. године у општини је живело 4.033 становника, а густина насељености је износила 836,72 становника/km². Општина се простире на површини од 4,82 km². Налази се на средњој надморској висини од 54 метара (максималној 106 m, а минималној 49 m).

## Демографија
| 1962. | 1968. | 1975. | 1982. | 1990. | 1999. | 2011. |
| ----- | ----- | ----- | ----- | ----- | ----- | ----- |
| 3.993 | 4.384 | 4.538 | 4.239 | 4.394 | 4.469 | 4.033 |

График промене броја становника у току последњих година